# Сражение при Сохочине — Колозомбе
Сражение при Сохочине — Колозомбе (польск. Sochocin, Kołoząb) — одно из сражений во время Войны четвёртой коалиции между французскими и русскими войсками, произошедшее 12 (24) декабря 1806 года.

## Положение перед боем
10 декабря 1806 года наполеоновская Великая армия начала наступление против русских войск, вступивших на территорию Польши для защиты Восточной Пруссии от французов. Левое крыло (пехотные корпуса Нея, Бернадота, сводный кавалерийский отряд Бессьера) двинулось от Торна к Страсбургу, чтобы отрезать прусский корпус Лестока (последнее крупное воинское соединение, оставшееся у Прусского королевства после разгрома под Йеной и Ауэрштедтом) от русской армии, а затем ударить ей в правый фланг и тыл. Центр (пехотные корпуса Сульта, Ожеро и часть резервной кавалерии) следовал от Плоцка к Сохочину. Правое крыло под командованием императора Наполеона (пехотный корпус Ланна, гвардия, кавалерия Мюрата) выступило из Варшавы к Чарново, где уже стоял корпус Даву.
Первым движение врага обнаружил передовой отряд русской армии под командованием Барклая де Толли (впоследствии военный министр Российской империи и командующий 1-й Западной армии на начальном этапе Отечественной войны 1812 года). Вечером 10 декабря Барклай де Толли прислал главнокомандующему графу Каменскому донесение, где сообщил, что по информации, полученной от пленных, захваченных казаками, французские войска под командованием Сульта и Ожеро движутся к Колозомбу.
Так русское командование узнало о начавшейся операции Наполеона. Граф Каменский решил не отдавать инициативу в руки врага и приказал: корпусу Левина Августа Беннигсена идти через Пултуск к Сохочину и Колозомбу, переправиться там через р. Вкра и атаковать неприятеля; графу Буксгевдену разделить свой корпус на две части: 5-й дивизии Тучкова и 7-й Дохтурова следовать из Остроленки через Маков и Голымин также к р. Вкре и составить правое крыло Беннигсена; 8-й дивизии Эссена-третьего и 14-й Анрепа послать из Остроленки левым берегом р. Нарев до Попова, чтобы охранять левое крыло армии и пространство между Бугом и Наревом. Корпусу Эссена-первого выступить из Бреста и идти на соединение с Анрепом. 11 декабря, выполняя приказ графа Каменского, русская армия двинулась вперёд.

## Ход сражения
Вечером 11 декабря, теснимые передовыми частями французов, казаки из отряда Барклая де Толли перешли с правого берега р. Вкра на левый, после чего русские разрушили мост через реку. Напротив него Барклай де Толли своевременно построил редут.
Русский отряд состоял из Тенгинского пехотного, 1-го и 3-го егерского, одного казачьего полков, 5 эскадронов гусар и конной артиллерийской батареи. Против Колозомба Барклай поставил 3-й егерский полк и два эскадрона гусар, у Сохочина стоял 1-й егерский полк и 3 эскадрона гусар. Тенгинский полк был расположен в лесу между Колозомбом и Сохочиным. 1-й егерский полк занял удачную позицию в рытвинах и за пригорками. Весь вечер и ночь при помощи местного польского населения французы готовились форсировать Вкру, изготовляя плоты.
На заре 12 декабря противник на плотах начал переправу. Русские немедленно открыли ружейный и артиллерийский огонь и враг повернул обратно. Также провалилась вторая попытка форсировать реку. Тогда Ожеро решил предпринять атаку сразу с двух направлений. Плоты с солдатами двинулись через Вкру к Колозомбу в третий раз и одновременно другая часть корпуса переправилась несколько правее с целью зайти русским в левый фланг. Им удалось не только высадиться на восточном берегу реки, но и быстро навести мост, по которому немедленно двинулась французская кавалерия. Увидев это, Барклай де Толли бросил в бой гусар. Однако численное превосходство противника не позволило одержать решительную победу и сбросить врага в реку, несмотря на всё мужество, проявленное малочисленной русской кавалерией. Видя невозможность отразить удары гораздо более сильного неприятеля, Барклай де Толли отдал приказ отступать.
Преследуя русских, французы ворвались в редут напротив Колозомба и захватили 6 пушек. 3-й егерский полк стал отступать по дороге к Нове-Място, отбиваясь от наседающих французов. Одновременно враг атаковал Тенгинский пехотный полк, который занимал позиции в лесу и до этого успешно отражал все попытки французов на его участке форсировать р. Вкра. Пехотный полк вышел из леса, получив приказ к отступлению, и построился лицом к опушке. Тут же на него двинулись французы. Взяв ружья наперевес, с музыкой и барабанным боем, полк кинулся на врага и штыковым ударом очистил себе дорогу к отступлению. Кавалерия Мийо агрессивно преследовала русских и захватила обоз 2-й дивизии. 

## Результаты
По мнению Барклая де Толли, в ходе сражения «несколько батальонов долго удерживали быстрое нападение целых неприятельских корпусов».